# إيمبث ديفيدتز
إيمبث ديفيدتز (بالإنجليزية: Embeth Davidtz) (و. 1965  م) هي ممثلة مسرحية، وممثلة أفلام، وممثلة تلفزيونية أمريكية، ولدت في لافاييت.

## التعليم
تعلمت في جامعة رودوس.

## وصلات خارجية
- إيمبث ديفيدتز على موقع IMDb (الإنجليزية)
- إيمبث ديفيدتز على موقع ألو سيني (الفرنسية)
- إيمبث ديفيدتز على موقع أول موفي (الإنجليزية)
- إيمبث ديفيدتز على موقع قاعدة بيانات الأفلام السويدية (السويدية)
- إيمبث ديفيدتز على موقع إن إن دي بي (الإنجليزية)
- إيمبث ديفيدتز على موقع قاعدة بيانات الفيلم (الإنجليزية)
- إيمبث ديفيدتز على موقع كينوبويسك (الروسية)